# Mihail M. Cernea
Mihail M. Cernea (n. 14 octombrie 1931, Iași, România) este un sociolog și antropolog român, membru titular al Academiei Române din 2012.
Absolvent al Facultății de Filosofie din București (1954), Cernea și-a luat doctoratul în 1962 la Universitatea din București.
După unele stagii de specializare în străinătate (Paris, Palo Alto), s-a expatriat în 1974 și a început să lucreze la Banca Mondială, unde a stat până în 1997.

## Scrieri (selecție)
- Despre dialectica construirii socialismului, 1964
- The cooperative farm as an organization: An attempt to conceptualization, 1970
- Resurse umane ale întreprinderii, 1971
- Sociologia cooperativei agricole, 1974
- Sociologia americană, Tendințe și controverse, 1974
- Putting People First: Sociological Variables in Development, 1985, 1991
- Anthropological Approaches to Resettlement: Policy, Practice, Theory (red. cu Scott Guggenheim), 1993
- Social Organization and Development Anthropology, 1996
- Social Assessment for Better Development (red. cu Ayse Kudat), 1997
- Resettlement and Development (vol. I and II), 1996–1998
- The Economics of Involuntary Resettlement: Questions and Challenges, 1999

## Premii
- Premiul „Solon T. Kimball” (1988)
- Premiul „Bronislaw Malinowski” (1995)[6]